# メイク・アップ (1977年の映画)
メイク・アップ（原題：Death Game/The Seducers/MAKE-UP）は、1977年のアメリカのサイコスリラー映画。監督はピーター・S・トレイナー、出演はシーモア・カッセル、ソンドラ・ロック、コリーン・キャンプほか。
1980年にスペインで『Viciosas al Desnudo』、2015年に『ノック・ノック』としてリメイクされた。

## あらすじ
サンフランシスコに住むビジネスマンのジョージは、仕事・家族共に充実した生活を送っていた。ある日、彼の妻が病気になった息子の様子を見に行っている間に、アガサとドナと名乗る二人の女性が訪ねてくる。ひどい嵐でずぶ濡れになっていた二人を家に招き入れたジョージは、彼女らに誘惑されて肉体関係を持ってしまう。
翌朝になると二人は豹変し、下品な言葉遣いや態度を取るようになる。憤慨したジョージは警察を呼んで二人を追い出そうとするが、二人は自分たちが未成年者で昨晩の行いが強姦扱いになると脅してくる。
車で街まで送り届けてもらうことを条件に、一時は二人を家から追い出すことに成功したジョージだったが、車で家に戻ってみると先ほどの二人が待ち構えており、催涙スプレーをかけられたジョージは手足をベッドに縛り付けられてしまう。そして、二人の行動は徐々にエスカレートしていく。

## キャスト
※括弧内は日本語吹替。
- ジョージ・マニング：シーモア・カッセル（仲村秀生）
- アガサ・ジャクソン：ソンドラ・ロック
- ドナ：コリーン・キャンプ
- カレン・マニング：ベス・ブリッケル
- 配達員：マイケル・カルマンソン
- グロスマン夫人：ルース・ウォーショウスキー